# 파데옙스키섬

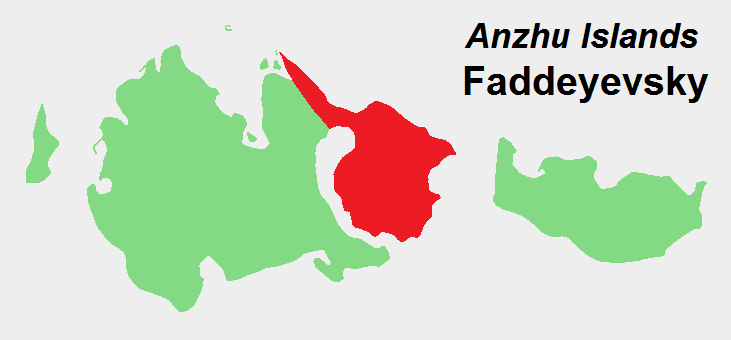
파데옙스키섬

파데옙스키섬(러시아어: полуостров Фаддеевский)은 북극 바다의 섬이다. 뉴 노보시비르스크 제도 군도에 있고 러시아 사하 공화국의 행정 관할 구역에 있으며, 면적은 1,000 km2이다.

## 같이 보기
- 안주 제도